# Bellamya phthinotropis
Bellamya phthinotropis е вид охлюв от семейство Viviparidae. Видът е застрашен от изчезване.

## Разпространение
Разпространен е в Танзания и Уганда.